# Geoarchaeota
„Candidatus Geoarchaeota“ (früher provisorisch „Novel archaeal group I“, NAG1, auch Candidate division YNPFFA) ist ein vorgeschlagenes Phylum (Kandidatenphylum bzw. -abteilung, englisch Candidate Division) von Archaeen des Reichs Thermoproteati (früher „TACK-Superphylum“). Nach anderer Ansicht hat die Klade (Verwandtchaftsgruppe) dieser Organismen lediglich den taxonomischen Rang einer Klasse mit der Bezeichnung „Geoarchaeia“ (anzunehmenderweise im Phylum Thermoproteota, früher „Crenarchaeota“), oder gar nur einer Ordnung mit der Bezeichnung „Gearchaeales“ (in der Klasse Thermoprotei).
Übereinstimmung besteht jedoch darin, dass die Gruppe der Ge(o)archaeen Teil des „TACK-Superphylums“ ist, das 2024 als Reich (Biologie) Thermoproteati in die offiziell Prokaryoten-Taxonomie aufgenommen wurde.
Da es bisher (Stand 1. Juli 2025) noch nicht möglich war, einzelne Vertreter zu kultivieren, stammt das bisherige Wissen stammt daher aus der Metagenomik und Einzelzell-Sequenzierungen. Diese Analysen ergaben, dass sie sich die Vertreter dieser Gruppe von anderen bisher bekannten Archaeen signifikant unterscheiden.
Gefunden wurden diese Genome zuerst in den heißen Quellen vom Yellowstone-Nationalpark. Die Mitglieder der Gruppe sind thermophile Organismen, die (acidophil) in saurem Milieu leben und Eisen (Fe3+) reduzieren (Eisenreduzierer). Genetische Analysen ergaben, dass diese Organismen über Stoffwechselwege verfügen, die für den Katabolismus von Peptiden und komplexen Kohlenhydraten notwendig sind, sowie über einen bakteriellen Typ-I-Kohlenmonoxid-Dehydrogenase-Komplex.

## Systematik
Die Zuordnung der (vorgeschlagenen) Ordnung „Geoarchaeales“ zu einem Archaeen-Phylum wird noch diskutiert.
Die hier angegebene Systematik folgt im Wesentlichen der List of Prokaryotic names with Standing in Nomenclature (LPSN) mit Ergänzungen, u. a. nach der Taxonomie des National Center for Biotechnology Information (NCBI):
Phylum „Ca. Geoarchaeota“ Kozubal et al. 2013 (LPSN keinem Reich zugeordnet) [früher Novel archaeal group I, NAG1, Can&sh;didate division YNPFFA]
- Klasse Geoarchaeia[4]
  - Ordnung Gearchaeales (GTDB)[A. 4]
    - Familie Gearchaeaceae (GTDB)
      - Gattung „Geoarchaeum“ Hunt et al. 2016 (LPSN)
        - Spezies Geoarchaeum str. OSPB Kozubal et al. 2013[7][10] mit
          - Stamm OSPB (ursprünglich OSPB-1, OSPB-2, OSPC, OSPC, aber ohne signifikanten Unterschied) – Fundort: Metagenome von Eisenoxidmatten aus der Ebene One Hundred Springs Plain im Norris-Geysir-Becken, Yellowstone-Nationalpark

      - Gattung AAA261-N23 (GTDB)
        - Spezies AAA261-N23 sp000375685 [Crenarchaeote SCGC AAA261-N23 (NCBI)], mit
          - Stamm SCGC AAA261-N23 – Fundort: Einzelzellisolat

      - Gattung DSF001 (GTDB)
        - Spezies DSFO01 sp021324265 [Thermoproteota archaeon isolate Centralia_MAG_457 (NCBI), Geobacterales bacterium isolate SMAG_U9863 (NCBI)], mit
          - Stamm Centralia_MAG_457 – Fundort: Boden-Metagenom aus Centralia, Pennsylvania, USA
          - Stamm SMAG_U9863 – Fundort: Boden-Metagenom aus Centralia, Pennsylvania, USA

      - Gattung SCGC-AAA471-B05 (GTDB)
        - Spezies SCGC-AAA471-B05 sp000380705 [Crenarchaeota archaeon SCGC AAA471-B05 (NCBI), Candidate division YNPFFA archaeon SCGC AAA471-B05 (NCBI)], mit
          - Stamm SCGC AAA471-B05 – Fundort: Einzelzellisolat aus einem Park mit Heißen Quellen westlich von Gerlach, Nevada, USA

    - Familie f_WAQG01 (GTDB)
      - Gattung JAVZOV01
        - Spezies JAVZOV01 sp038881895 [Thermoprotei archaeon isolate DRTY-6_202007_bins_28 (NCBI)], mit
          - Stamm DRTY-6_202007_bins_28 – Thermalquellbecken DRTY-6, Tengchong, Yunnan, China

      - Gattung WAQG01
        - Spezies WAQG01 sp015520395 [Ca. Geoarchaeota archaeon isolate S146_104_esom (NCBI)], mit
          - Stamm S146_104_esom – Fundort: Metagenom von Tiefsee-Sediment an einem Hydrothermalschlot am Brothers Seamount,[11] Pazifik
          - Stamm S146_metabat1_scaf2bin.098 – Fundort: Metagenom von Tiefsee-Sediment an einem Hydrothermalschlot am Brothers Seamount,[11] Pazifik
- ohne Klassen-, Ordnungs-, Familien- und Gattungszuweisung (NCBI)

- Spezies Geoarchaeota archaeon JGI 000156CP-C13
- Spezies Geoarchaeota archaeon JGI 000156CP-C20
- Spezies Geoarchaeota archaeon JGI 000156CP-E11
- Spezies Geoarchaeota archaeon JGI 000156CP-G12
- Spezies Geoarchaeota archaeon JGI 000156CP-L10
- Spezies Geoarchaeota archaeon JGI 000156CP-M09
- ohne eigene Spezies
  - Uncultured Geoarchaeota clone WT-2007-339-2 – Fundort: Westlches Becken (englisch West Thumb) vom Yellowstone Lake
  - Uncultured Geoarchaeota clone WT-2008-369-2 – Fundort: Westlches Becken (englisch West Thumb) vom Yellowstone Lake

## Etymologie
Die Bezeichnung des Kandidatenphylums „Geoarchaeota“ leitet sich ab von altgriechisch γῆ gē, deutsch ‚Erde‘ (vgl. Geologie, Geographie), versehen mit dem Suffix ‚-archaota‘ für Archaeenphyla.
Entsprechendes gilt für den Namen der (erst darauf folgend) vorgeschlagenen Typusgattung, „Geoarchaeum“, der Suffix ‚-archaeum‘ verweist wie sonst auch üblich auf eine Archaeengattung. Analog ist die Klassenbezeichnung „Geoarchaeia“ mit dem Suffix ‚-archaeia‘ für Archaeenklassen versehen.
Der Ordnungsname „Gearchaeales“ und der Familienname „Gearchaeaceae“ tragen ebenso die Endungen ‚-archaeales‘ bzw. ‚-archaeaceae‘ für Archaeenordnungen respektive -familien; zusätzlich hat man in der GTDB das ‚o‘ als Füllsel in der Mitte dreier aufeinanderfolgender Vokale entsprechend antiker Gepflogenheiten (lateinisch) gestrichen – in derselben Weise wie bei anderen Taxonbezeichnungen, vgl. z. B. die frühere Kandidatengattung (und heutige Gattung) Promethe(o)archaeum.